# Virginia Slims of New England
Virginia Slims of New England – nierozgrywany turniej tenisowy organizowany z przerwami w latach 1952–1998 w różnych miastach stanu Massachusetts w Nowej Anglii na wschodnim wybrzeżu Stanów Zjednoczonych.
Dwie pierwsze edycje turnieju w 1952 i 1953 roku wygrała Maureen Connolly, po czym rozgrywki zawieszono. Po siedmiu sezonach zostały wznowione, tenisistki rywalizowały w latach 1961–1968 w mieście Manchester-by-the-Sea. Jedną edycję rozegrano w Winchester na przedmieściach Bostonu w 1971 roku. Od 1973 turniej odbywał się w Bostonie. Tę część zdominowały tenisistki z Australii, które na dziewięć edycji wygrały aż pięciokrotnie. Ostatni raz w Bostonie rywalizacja toczyła się w 1984 roku. Po sezonie przerwy, od 1986 roku turniej odbywał się w Worcester, aż do 1990 (w latach 1988–1990 zaliczany były do kategorii II). Ostatnia edycja została rozegrana w 1998 roku – Boston Cup był turniejem trzeciej kategorii WTA.
Zawody gry mieszanej zostały rozegrane tylko raz, w 1962 roku.
Najbardziej utytułowanymi tenisistkami w turnieju są Billie Jean King i Martina Navrátilová, które triumfowały w nim aż dziesięciokrotnie – King cztery razy w grze pojedynczej i sześć w deblu, a Navrátilová po pięć w każdej konkurencji.
Miasto Boston było też organizatorem innego turnieju tenisowego. W latach 1972–1973 rozegrane zostały tu edycje US Indoor Championships.

## Historia nazw turnieju
| Rok       | Nazwa                          |
| 1952–1968 | Essex County Club Invitational |
| 1971      | Virginia Slims Nationals       |
| 1973–1978 | Virginia Slims of Boston       |
| 1978–1982 | Avon Championships of Boston   |
| 1983      | Virginia Slims of Boston       |
| 1986–1990 | Virginia Slims of New England  |
| 1998      | Boston Cup                     |

## Mecze finałowe

### Gra pojedyncza kobiet
| Rok               | Miejsce                    | Zwyciężczyni               | Finalistka                 | Wynik                      |
| 1998              | Boston                     | Mariaan de Swardt          | Barbara Schett             | 3:6, 7:6(4), 7:5           |
| 1991– 1997        | Turniej nie był rozgrywany | Turniej nie był rozgrywany | Turniej nie był rozgrywany | Turniej nie był rozgrywany |
| 1990              | Worcester                  | Steffi Graf                | Gabriela Sabatini          | 7:6(5), 6:3                |
| 1989              | Worcester                  | Martina Navrátilová        | Zina Garrison              | 6:2, 6:3                   |
| 1988              | Worcester                  | Martina Navrátilová        | Natalla Zwierawa           | 6:7(4), 6:4, 6:3           |
| 1987              | Worcester                  | Pam Shriver                | Chris Evert                | 6:4, 4:6, 6:0              |
| 1986 (listopad)   | Worcester                  | Martina Navrátilová        | Hana Mandlíková            | 6:2, 6:2                   |
| 1986 (styczeń)    | Worcester                  | Martina Navrátilová        | Claudia Kohde-Kilsch       | 4:6, 6:1, 6:4              |
| 1985              | Turniej nie był rozgrywany | Turniej nie był rozgrywany | Turniej nie był rozgrywany | Turniej nie był rozgrywany |
| 1984              | Boston                     | Hana Mandlíková            | Helena Suková              | 7:5, 6:0                   |
| 1983              | Boston                     | Wendy Turnbull             | Sylvia Hanika              | 6:4, 3:6, 6:4              |
| 1982              | Boston                     | Kathy Jordan               | Wendy Turnbull             | 7:5, 1:6, 6:4              |
| 1981              | Boston                     | Chris Evert-Lloyd          | Mima Jaušovec              | 6:4, 6:4                   |
| 1980              | Boston                     | Tracy Austin               | Virginia Wade              | 6:2, 6:1                   |
| 1979              | Boston                     | Dianne Fromholtz           | Sue Barker                 | 6:2, 7:6                   |
| 1978              | Boston                     | Evonne Goolagong Cawley    | Chris Evert                | 4:6, 6:1, 6:4              |
| 1977              | Boston                     | Turniej nie był rozgrywany | Turniej nie był rozgrywany | Turniej nie był rozgrywany |
| 1976              | Boston                     | Evonne Goolagong Cawley    | Virginia Wade              | 6:2, 6:0                   |
| 1975              | Boston                     | Martina Navrátilová        | Evonne Goolagong           | 6:2, 4:6, 6:3              |
| 1974              | Boston                     | Turniej nie był rozgrywany | Turniej nie był rozgrywany | Turniej nie był rozgrywany |
| 1973              | Boston                     | Margaret Court             | Billie Jean King           | 6:2, 6:4                   |
| 1972              | Boston                     | Turniej nie był rozgrywany | Turniej nie był rozgrywany | Turniej nie był rozgrywany |
| 1971              | Boston                     | Billie Jean King           | Rosie Casals               | 4:6, 6:2, 6:3              |
| 1970– 1969        | Turniej nie był rozgrywany | Turniej nie był rozgrywany | Turniej nie był rozgrywany | Turniej nie był rozgrywany |
| 1968              | Manchester-by-the-Sea      | Maria Bueno                | Margaret Court             | 7:5, 3:6, 6:3              |
| Początek Ery Open |                            |                            |                            |                            |
| 1967              | Manchester-by-the-Sea      | Billie Jean King           | Kerry Melville             | 8:6, 6:1                   |
| 1966              | Turniej nie był rozgrywany | Turniej nie był rozgrywany | Turniej nie był rozgrywany | Turniej nie był rozgrywany |
| 1965              | Manchester-by-the-Sea      | Billie Jean Moffitt        | Carol Hanks                | 6:2, 10:8                  |
| 1964              | Manchester-by-the-Sea      | Billie Jean Moffitt        | Karen Susman               | 6:4, 4:6, 11:9             |
| 1963              | Manchester-by-the-Sea      | Margaret Smith             | Maria Bueno                | 6:4, 11:9                  |
| 1962              | Manchester-by-the-Sea      | Margaret Smith             | Maria Bueno                | 6:1, 6:4                   |
| 1961              | Manchester-by-the-Sea      | Darlene Hard               | Edda Buding                | 6:4, 6:2                   |
| 1960– 1954        | Turniej nie był rozgrywany | Turniej nie był rozgrywany | Turniej nie był rozgrywany | Turniej nie był rozgrywany |
| 1953              | Manchester-by-the-Sea      | Maureen Connolly           | Shirley Fry                | 7:5, 6:0                   |
| 1952              | Manchester-by-the-Sea      | Maureen Connolly           | Louise Brough              | 4:6, 6:0, 6:3              |

### Gra podwójna kobiet
| Rok               | Miejsce                    | Zwyciężczynie                        | Finalistki                           | Wynik                      |
| 1998              | Boston                     | Lisa Raymond Rennae Stubbs           | Mariaan de Swardt Mary Joe Fernández | 6:4, 6:4                   |
| 1991– 1997        | Turniej nie był rozgrywany | Turniej nie był rozgrywany           | Turniej nie był rozgrywany           | Turniej nie był rozgrywany |
| 1990              | Worcester                  | Gigi Fernández Helena Suková         | Mary Joe Fernández Jana Novotná      | 3:6, 6:3, 6:3              |
| 1989              | Worcester                  | Martina Navrátilová Pam Shriver      | Elise Burgin Rosalyn Fairbank        | 6:4, 4:6, 6:4              |
| 1988              | Worcester                  | Martina Navrátilová Pam Shriver      | Gabriela Sabatini Helena Suková      | 6:3, 3:6, 7:5              |
| 1987              | Worcester                  | Elise Burgin Rosalyn Fairbank        | Bettina Bunge Eva Pfaff              | 6:4, 6:4                   |
| 1986 (listopad)   | Worcester                  | Martina Navrátilová Pam Shriver      | Claudia Kohde-Kilsch Helena Suková   | 6:3, 6:1                   |
| 1986 (styczeń)    | Worcester                  | Martina Navrátilová Pam Shriver      | Claudia Kohde-Kilsch Helena Suková   | 6:3, 6:4                   |
| 1985              | Turniej nie był rozgrywany | Turniej nie był rozgrywany           | Turniej nie był rozgrywany           | Turniej nie był rozgrywany |
| 1984              | Boston                     | Barbara Potter Sharon Walsh          | Andrea Leand Mary Lou Piatek         | 7:6(4), 6:0                |
| 1983              | Boston                     | Jo Durie Ann Kiyomura                | Kathy Jordan Anne Smith              | 6:3, 6:1                   |
| 1982              | Boston                     | Kathy Jordan Anne Smith              | Rosie Casals Wendy Turnbull          | 7:6, 2:6, 6:4              |
| 1981              | Boston                     | Barbara Potter Sharon Walsh          | JoAnne Russell Virginia Ruzici       | 5:7, 6:4, 6:3              |
| 1980              | Boston                     | Rosie Casals Wendy Turnbull          | Billie Jean King Ilana Kloss         | 6:4, 7:6                   |
| 1979              | Boston                     | Kerry Reid Wendy Turnbull            | Sue Barker Ann Kiyomura              | 6:4, 6:2                   |
| 1978              | Boston                     | Billie Jean King Martina Navrátilová | Evonne Goolagong Cawley Betty Stöve  | 6:3, 6:2                   |
| 1977              | Boston                     | Turniej nie był rozgrywany           | Turniej nie był rozgrywany           | Turniej nie był rozgrywany |
| 1976              | Boston                     | Mona Schallau Ann Kiyomura           | Rosie Casals Françoise Durr          | 3:6, 6:1, 7:5              |
| 1975              | Boston                     | Rosie Casals Billie Jean King        | Chris Evert Martina Navrátilová      | 6:3, 6:4                   |
| 1974              | Boston                     | Turniej nie był rozgrywany           | Turniej nie był rozgrywany           | Turniej nie był rozgrywany |
| 1973              | Boston                     | Rosie Casals Billie Jean King        | Françoise Durr Betty Stöve           | 6:4, 6:2                   |
| 1972              | Boston                     | Turniej nie był rozgrywany           | Turniej nie był rozgrywany           | Turniej nie był rozgrywany |
| 1971              | Boston                     | Rosie Casals Billie Jean King        | Françoise Durr Ann Haydon-Jones      | 6:4, 7:5                   |
| 1970– 1969        | Turniej nie był rozgrywany | Turniej nie był rozgrywany           | Turniej nie był rozgrywany           | Turniej nie był rozgrywany |
| 1968              | Manchester-by-the-Sea      | Maria Bueno Margaret Court           | Patti Hogan Peggy Michel             | 6:1, 6:2                   |
| Początek Ery Open |                            |                                      |                                      |                            |
| 1967– 1966        | Turniej nie był rozgrywany | Turniej nie był rozgrywany           | Turniej nie był rozgrywany           | Turniej nie był rozgrywany |
| 1965              | Manchester-by-the-Sea      | Maria Bueno Billie Jean Moffitt      | Kathy Blake Kathleen Harter          | 6:4, 6:2                   |
| 1964              | Manchester-by-the-Sea      | Billie Jean Moffitt Karen Susman     | Justina Bricka Carol Hanks           | 6:3, 6:2                   |
| 1963              | Manchester-by-the-Sea      | Robyn Ebbern Margaret Smith          | Maria Bueno Darlene Hard             | 7:5, 6:4                   |
| 1962              | Manchester-by-the-Sea      | Justina Bricka Margaret Smith        | Maria Bueno Darlene Hard             | 6:2, 6:1                   |
| 1961              | Manchester-by-the-Sea      | Donna Floyd Belmar Gunderson         | Jan Lehane Margaret Smith            | 6:4, 2:6, 6:4              |

### Gra mieszana
| Rok  | Miejsce               | Mistrzowie                | Finaliści                          | Wynik         |
| 1962 | Manchester-by-the-Sea | Carol Hanks Appleton King | Marilyn Montgomery Edward McMillan | 1:6, 6:2, 6:3 |